# Burhani-Haqiqat

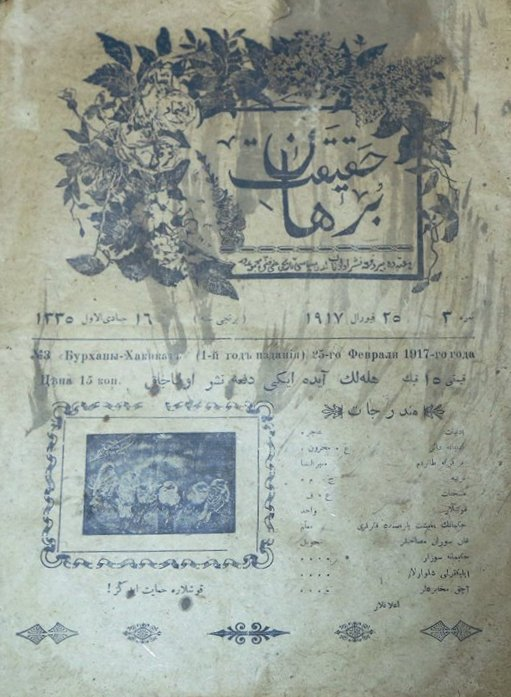

Burhani-Haqiqat è una rivista letteraria, storica, scientifica e tecnica, sociopolitico, il primo organo stampato in lingua azera a Erevan, pubblicato dopo la chiusura della rivista Lek-Lek, che veniva anch'essa pubblicata in Azerbaigian. È stato pubblicato a Erevan dal 1º gennaio al 29 giugno 1917. La rivista veniva stampata due volte al mese in 8 pagine e in totale sono stati pubblicati 9 numeri.
Il titolo derivava da due parole arabe: burhan significa "argomento", "prova", "motivo" mentre hagigat significa "verità".

## Edizione
Il 1 ° gennaio 1917, il primo numero della rivista Burhani-Haqiqat fu pubblicato nella rivista Luys ("luce" in armeno) sotto la direzione e redazione del poeta, giornalista Ali Mahzun e della casa editrice del rappresentante dell'intellighenzia di Erevan, Hasan Mirzazade Aliev.

### Autori
Gli autori della rivista erano Jabbar Askerzadeh (Ajiz), Mirza Jabbar Mammadov, Ragim Naji, Vahid Muganli, Tahvil Irevani, così come la poetessa Shohrat, Nigar, Sariyahanum, Abdulhagh Mehrinis, Fatma Mufida, Ramziya e altri, tra cui anche studenti del Seminario degli insegnanti di Erevan.

## Contenuto
Nella rivista, un grande posto era occupato da articoli su questioni sociopolitiche, ma a parte loro venivano pubblicati anche i temi dell'economia domestica e dell'educazione dei bambini. A partire dal secondo numero, l'opera di Ali Mahzun "Secondo la Letteratura" è stata pubblicata sulla rivista.
Nel 2012, lo studioso di lettere Shafag Nasir ha fatto la traslitterazione di tutti i numeri della rivista.
La rivista prevalentemente propagava la posizione della letteratura educativo-realista.